# マンジョット・ベディ
マンジョット・ベディ（男性、1969年10月7日 - ）は、インド・ニューデリー出身のクリエイティブディレクター、フィルムディレクター、フォトグラフィーディレクター。ティー・ワイ・オー 1stAvenue代表を経て、ティー・ワイ・オー/03（ゼロスリー）に参加。現在は、クリエイティブ・ブティックjust on time 代表取締役社長、next is east代表取締役、一般社団法人KAiGO PRiDE代表理事。山形大学招聘講師。テンプル大学ジャパンキャンパス中退。

## 経歴
外交官であった父親の影響で、オーストリア、ブダペスト、イギリス、オマーン、サウジアラビアなど、アジアやヨーロッパの約15か国以上を転々とする。17歳の時に日本に移り住む。
俳優、マネージャー、キャスティング、通訳などを経て、1997年に広告会社ティー・ワイ・オーに入社。プランナーを経て、ディレクターに。さらに、より現場で映像づくりをするため、カメラマンとしての活動も始め、スチル、ムービー両方をこなす。2006年、クリエイティブ・ブランドの1st Avenue 代表に就任。テレビCMの演出・撮影にとどまらず、各企業のコミュニケーション全般のクリエイティブ立案からフィニッシュまでの一貫したコミュニケーション・コンサルティングと幅広く活躍。主な仕事はレクサス・GS、プリウスαのTVCMや新興国戦略車種に関するプロモート戦略、伊勢神宮、“式年遷宮”のポスター撮影、イメージVTRの撮影など。2012年に「TYO」のユニットのひとつでありクリエイティブディレクション機能に特化したブランド「03」に参加しクリエイティブディレクター、フィルムディレクター、フォトグラフィーディレクターとして活躍。2015年からは熊本で生まれた認知症カフェ1号店「as a cafe」の企画から運営までプロデュースしている。「as a cafe」は2018年、グッドデザイン賞を受賞している。
2017年、新会社「just on time」を設立。代表取締役社長として、将来を見据えた新しいクリエイティブ・ブティックのあり方を提唱・実践し、業界に新たな潮流を吹き込む。2019年、「just on time」の経営と並行して、山形県米沢市に新会社「next is east」を設立。これからの日本を支えるのは地方であるという考えから、クリエイティブの力による地方の企業支援・課題解決に挑む。
2019年、厚⽣労働省が主導する「介護施設等における⽣産性向上に資するパイロット事業」の⼀環として、熊本県における「介護の魅⼒発信」活動として「KAiGO PRiDE」プロジェクトのプロデュースを実施し、その後全国に活動の幅を広げている。2020年12月に「一般社団法人KAiGO PRiDE」を設立し、代表理事に就任。

## 人物

### 本人について
- 日本語、英語、ヒンディー語、ウルドゥ語など数か国語を話す。
- 嫌いな言葉は「無理」

### 仕事について
- CAR、BEAUTY、DESTINATIONを自身のフィールドとし、光と影が作り出す線を美しく見せる、CGを極力使わない実写を用いた映像を得意とする。
- クリエイティブディレクターでありながら、フィルムディレクター、カメラマンを兼務し、自身で一気通貫した制作を行う。
- クリエイティブの視点から経営戦略まで立案するため、復学し、マーケティングを専攻した。

### 本人と日本の関係について
- 17歳のときに外交官である父の仕事の関係で日本に移り住む。
- 日本に到着した夜に出先からの帰り道がわからなくなったが、通りすがりの人に家の近くのコンビニで買い物をした際のレシートを見せたところ、驚きながらも自分の帰る方向とは違う住所まで歩いてつれて行ってくれた。この体験からマンジョットは日本人のおもてなしや礼儀を重んじる心、目に見えないものを大事にする価値観に引かれていった。
- ティー・ワイ・オーに入社後、2008年い仕事で頻繁に愛知に訪れていた際に薦められた伊勢神宮に立ち寄る。足を踏み入れた瞬間にその美しさに感銘を受け、思わず涙が出るほど感動したという。その際に、周囲の日本人が数年後に控える式年遷宮を知らなかったことから「式年遷宮をより多くの日本人に知ってもらいたい」という強い思いを持ち、2013年の伊勢神宮式年遷宮広報本部の活動を担うことになった。
- 2015年3月からは認知症カフェの第1号店「as a cafe」のトータルプロデュースを行い、本業で多忙を極める傍ら、ほとんどの毎週末はカフェのある熊本に訪れている。

## ソーシャルグッド活動

### 認知症カフェ『as a cafe』について
- 認知症カフェとは、2025年には認知症患者と認知症予備軍の数が1000万人近くになるといわれ65歳以上の3人に1人、全国民の約10人に1人が発症する可能性があるといわれている認知症の施策として2013年に始まった「新オレンジプラン」という認知症高齢者が住みなれた地域でいつまでも自分らしく暮らしていける環境作りを目指す5ヵ年計画の地盤作りのひとつである。認知症患者本人のみならず、介護者同士の情報交換や専門家への相談などを行うことができ、認知症の人と家族を支える新しい心のよりどころ、地域の人が直接認知症の人と交流できる場所のことである。
- 主に、民間や公営の施設を用いて定期的に開催されているケースが多く、ほぼ毎日開催している事例は全体の0.7%以下となる[13]。
- 『as a cafe』は熊本で生まれた常設型認知症カフェである。「as a cafe」はマンジョットがクリエイティブ・ディレクターとして、どう社会に貢献できるのかというテーマに対する1つの答えとして作り出したカフェである。
- 彼が「認知症」「介護」「超高齢社会」に注目したのは“日本だけの問題ではなく、世界の問題になりつつあること”“プライベートな部分が多く、表面化しにくいこと”“まだまだ理解不足や偏見が根強いこと”などの課題を見つけたことから始まりました。
- 彼は、福祉業界に蔓延るこれらの問題を解決するには、クリエイティブな力、グローバルな視点、多方面・異業種からの大きな力が必要不可欠と感じ、同時に「認知症」「介護」の世界を知ることが重要だと感じた。そこで企画提案からブランディング、設計図までも自ら引き、インテリアはもちろん庭の木々にもクリエイティブな視点を盛り込み、長い関係性を続けられる居心地のいい空間である『as a cafe』を作り上げた。
- 認知症患者、その介護者だけでなく地域のこどもから高齢者まで、毎月400人もの人が訪れる場になっている。
- 「as a cafe」は、地域・コミュニティづくりカテゴリで2018年度グッドデザイン賞を受賞した[14]。

### 「KAiGO PRiDE」について
- 「KAiGO PRiDE」は、厚生労働省が主導する「介護施設等における生産性向上に資するパイロット事業」の一環として、全国よりも高い高齢化率（30.6%）であり、同時に介護先進県である熊本県における「介護の魅力発信」活動としてスタートしたプロジェクト[15][16]。
- 「日本の介護業界には中と外で気持ちに大きなギャップがある」という問題意識を10年以上持ち続けてきたマンジョットの「業界に携わる一人一人が介護の魅力を発信していくことが重要」という想いから本プロジェクトは始まった。熊本県および熊本県介護福祉士会の全面協力のもと、現役介護職員50名のコメントを含めたポートレートと、インタビューを中心に介護の魅力描いた動画「My Story」を制作[17]。
- 30年以上にわたり広告業界の第一線で活躍するマンジョットの眼から見える「カッコいい」介護職員の姿を映し出した作品群を通じ、「業界の中から介護の魅力を発信することを促すために、介護職員自身のセルフリスペクトを高める」ことが本企画の最大の狙いである。
- 「介護の日inくまもと2019」（2019年11月9日、10日/於：熊本県医師会館および城彩苑）において制作物を公開[18]。11月10日(日) には「KAiGO PRiDE」作品発表記念トークショーが行われ、マンジョットが石本淳也 日本介護福祉士会会長とともに登壇。動画「My Story」やメイキングムービーの上映を経て、イベントに来場した約400名の県内の介護関係者および介護を学ぶ学生たちへ、KAiGO PRiDE特設ページと動画のシェアを呼びかけた。
- 2020年、山形県主催「KAiGO PRiDE@YAMAGATA　トークセッション＆写真展」（2020年2月25日/於：山形ビッグウイング）[19]が催され、マンジョットと石本淳也会長のトークセッションとポートレート展示が行われた。
- 2020年4月、新型コロナウイルスによる緊急事態下において、介護の最前線で日常を守るために尽力する介護関係者に向けエールを届けるため、「KAiGO PRiDE ありがとうポスター」を作成し関係自治体・施設に配布した[20][21][22]。
- その他全国各地で講演やトークショーを精力的に行い、日本の介護の魅力を日本中のみならず世界に発信するために活動を続けている。
- 2020年12月、プロジェクトが全国に広がりを見せる中で、運営主体を明確化・一元化し、よりシンプルかつ迅速に対応できるようにすることを目的に一般社団法人KAiGO PRiDEを設立。プロジェクトの創設プロデューサーであるマンジョット・ベディが代表理事を務め、同じくプロジェクトプロデューサーの日本介護福祉士会前会長の石本淳也らが理事を務める。本法人のミッションは介護の力を拡張・強化することであり、一般に「介護」という言葉を聞いてイメージされることは介護の本当の姿・本来の力ではないとし、これまで行ってきた介護のブランディングだけでなく、様々な業界との異業種連携により介護の新しい力を見つけていく。そして、ビジョンである「誰もが自分らしく安心して暮らせる社会」の実現を目指す。
- 2021年10月26日と28日の2回に分けて法人化後初となる自主企画オンラインイベント「KAiGO PRiDEパートナーズミーティング」を開催し、プロジェクトへの参画を検討する8つの団体が参加した[23]。
- 2023年2月18日から26日の9日間にわたって「KAiGO PRiDE WEEK」を初開催[24]。介護の認識を変えるをイベントパーパスにし、14個のテーマについて都道府県を跨いだ現役介護職のトークセッションや専門家による講演を行なった。また、デンマーク在住の現役介護職とのグローバルトークセッションも行われた。20日から25日の5日間に東京都庁第二庁舎1階ロビーでのポートレート展示も行なった。

## 教育活動

### 山形大学での活動
- 2018年より山形大学工学部招聘講師として、同大で起業家論・キャリアマネジメント論を学生や社会人に講義・講演している。
- 特に、2018年より山形大学国際事業化研究センターが主催する山形大学EDGE-NEXT人材育成プログラム起業家育成教育プログラム（基礎編）では、毎年講師として登壇し、クリエイティブの観点からのアントレプレナー教育について自身の経験談や作品上映を交えながら講義を行っている[25]。
- 2020年、山形大学と東北芸術工科大学が地域活性化に向けた連携活動で覚書を締結し[26][27]、映像コンテンツを主軸とする「山形グローバルブランディング事業」を提案する中で、マンジョット及び「next is east」が両校と合同でクリエイティブ制作を行う旨が発表・報道されている[28]。

### 講演実績
| 上段：講演名・下段：題目 | 実施日         |
| --- | -------------- |
| 山形大学EDGE-NEXT人材育成プログラム起業家育成教育プログラム（基礎編）                                                                 | 2018年5月12日  |
| 「アイディアのルーツ」人は「What]」はなく「Why」に動かされる                                                                          | 2018年5月12日  |
| 山形大学EDGE-NEXT人材育成プログラム起業家育成教育プログラム（基礎編） 社会人受講生成果発表会・修了式                                  | 2019年2月1日   |
| 「人はWhatではなくWhyに動かされる」～デザインの力でビジネスを変える～                                                                 | 2019年2月1日   |
| 山形大学EDGE-NEXT人材育成プログラム起業家育成教育プログラム（基礎編）                                                                 | 2019年5月25日  |
| 「Idea, Passion, Start with Why」人は「What」ではなく「Why」に動かされる                                                              | 2019年5月25日  |
| 山形大学EDGE-NEXT人材育成プログラム特別講演会                                                                                         | 2019年9月21日  |
| 「The Secret to Great Leadership」Great Leaders are not born, they are made.                                                          | 2019年9月21日  |
| 山形大学大学院共通授業「キャリア・マネジメント」                                                                                      | 2019年11月7日  |
| 文部科学省「次世代アントレプレナー育成事業」EDGE-NEXT 共通基盤事業 地域活性化のための地域連携活動および起業家育成に関するシンポジウム | 2019年11月30日 |
| 「Designing - NEXT Japan」 | 2019年11月30日 |
| 山形大学大学院共通授業「キャリア・マネジメント」                                                                                      | 2020年6月3日   |

## 主な仕事

### 広告
- 三菱地所　パークハウス　「光」篇「ドラマ」篇
- SONY　TVCM
- 花王　TVCM(海外オンエア）
- JR東海　TVCM
- 伊勢神宮　TVCM・イメージPV
- ハワイ州観光局　TVCM
- トヨタ自動車　PRAD　TVCM
- トヨタ自動車 SEQUOIA グラフィック
- トヨタ自動車・TKM エティオス ロゴデザイン、PRキットデザイン
- トヨタ自動車・TKM エティオス インドMS用映像
- NHK オリンピック
- 日本コカ・コーラ アクエリアス・プロ TVCM
- トヨタ自動車 SUVキャンペーン TVCM[29] ・グラフィック
- シェイプアップハウス ミスパリ グラフィック
- 観光庁 企業CM＠インド TVCM(海外オンエア）
- 神社本庁式年遷宮広報本部 式年遷宮 グラフィック
- トヨタ自動車・TKM エティオス TVCM・グラフィック
- トヨタ自動車 プリウスα TVCM「ティザー」篇「FEEL」篇
- トヨタ自動車・TKM Liva TVCM(海外オンエア）
- トヨタ自動車 エティオス　ブラジルロゴ
- トヨタ自動車 CAMRY TVCM(海外オンエア）
- レクサス　GS TVCM「こころ、動かす力」篇[30]・グラフィック
- トヨタ自動車 LC200[31][32] TVCM(海外オンエア）
- レクサス　LX[33] TVCM(海外オンエア）
- トヨタ自動車 プリウスα TVCM「スペースα」篇[34]・グラフィック
- トヨタ自動車 北京モーターショウ　モーターショウ用映像(海外使用）
- シェイプアップハウス　ダンディハウス　TV-CM「鏡」篇「ホテル」篇・グラフィック
- シェイプアップハウス　ミスパリ TV-CM「鏡」篇[35]「エステ」篇[36]「エステ・鏡」篇[37]・グラフィック
- トヨタ自動車 プリウスα　TV-CM「amazing world」篇[38]
- トヨタ自動車 アバロン　TV-CM(海外オンエア）[39]

### 映像制作
- Kioon　アジアン・カンフー・ジェネレーション PV
- Kioon L'Arc〜en〜Ciel PV・CDジャケット
- NHK パラリンピックOP パラリンピックOP
- 丸紅 カンパニープロフィールムービー
- NTT docomo カンパニービジョンムービー「vision 2020」
- HITACHI カンパニープロフィールムービー
- CANON web movie
- NHK バレーボール番組  オープニング映像

### 映像出演

#### 映画
- 花の降る午後（1989年）[3]
- ゴジラvsビオランテ（1989年） SSS9役[3][4]

#### テレビドラマ
- HOTEL（1990年）[40]

### その他
- 奈良・興福寺 アプリ 八部衆

## 取材実績

### TV
- CM INDEX 「クリエイターインタビュー」2012/12/7（TOKYO MX）
- いま世界は 「TOKYO異邦人」2013/2/24 (BS朝日)
- NEWS ZERO 「ZERO HUMAN」2013/5/16 (NTV)[41][42]
- 山形放送「市政の目」 2021/6/12 『介護の仕事はカッコいい！「介護現場の革新」に向けて』　[43]

### 新聞
- 朝日新聞 2005/11/12
- 毎日新聞 2012/3/2
- 熊本日日新聞 2012/7/11
- 読売新聞 2012/10/18 ※アジア地域向けに掲載
- 産経新聞 2021/4/16
- 高齢者住宅新聞 2021/7/14
- 読売新聞 2021/11/23

### 雑誌
- ENGINE 2012/2
- PRESIDENT 2012/7/16号
- くまもと経済 2012/8
- 月刊CM INDEX 2012/11
- コマーシャル・フォト 2012/12
- 宣伝会議 2012/12/1
- GQ JAPAN 2013/4[44]
- 東洋経済 2013/9
- AERA English 2013/11
- 月刊CM INDEX 2013/11

### WEB
- 日経ビジネスオンライン 2008/12/5 『顧客の「見える化」で組織は燃える コンペ連戦連勝、新興広告会社の秘密』[45]
- WEB NILE 2012/1/10 『世界中の人の心を動かすクリエイターマンジョット・ベディ氏』[46]
- Papersky 2012/12/17 『マンジョット・ベディ 伊勢神宮「式年遷宮」への想い』[47]
- PRESIDENT Style 2013/5/13 『日本の企業よ、立ち上がれ！インド人クリエーターの提言』[48]
- 日経ビジネスオンライン 2013/7/30 『女性と若者の声を生かしたら日本はもっと良くなる』[49]
- 東洋経済オンライン 2013/9/2 『日本人の｢心｣を伝えるインド人クリエーター』[50]
- Response 2013/9/20 『クルマに抱くイメージは「Love or Hate」…トヨタ エティオス のブランディング仕掛人』[51]
- Adver Times 2013/10/29 『レクサス新CMは「獣」がモチーフ／トヨタ自動車レクサス「ブラックライト」編』[52]
- CMJapan 2013/10/30 『1st Avenueクリエイティブ・ディレクター マンジョット・ベディの新たなる挑戦による映像美 ブラックライトを使用し、本能を刺激する”走り”を描くLEXUS新CM』[53]
- 産経デジタル「ゆうゆうLife」 2021/4/21 『介護の魅力を発信するプロジェクト「ＫＡｉＧＯ　ＰＲｉＤＥ（介護プライド）」』 [54]
- 山形新聞オンライン 2021/5/28 『介護職「クリエーティブで、かっこいい」　写真でアピール、山形駅通路で企画展』 [55]